# Parque Nacional da Serra do Divisor
O Parque Nacional da Serra do Divisor é uma unidade de conservação brasileira de proteção integral da natureza localizada no estado do Acre, na fronteira com o Peru, com território distribuído pelos municípios de Cruzeiro do Sul, Mâncio Lima, Marechal Thaumaturgo, Porto Walter e Rodrigues Alves. A administração do parque está atualmente a cargo do Instituto Chico Mendes de Conservação da Biodiversidade (ICMBio), uma autarquia vinculada ao Ministério do Meio Ambiente.
O parque forma, junto aos parques nacionais do Cabo Orange, Montanhas do Tumucumaque, do Monte Roraima e do Pico da Neblina, o conjunto de Parques Nacionais fronteiriços da Amazônia brasileira.
O parque está ameaçado por um projeto de lei da deputada Mara Rocha, que pretende rebaixá-lo à categoria de área de proteção ambiental.

## Histórico

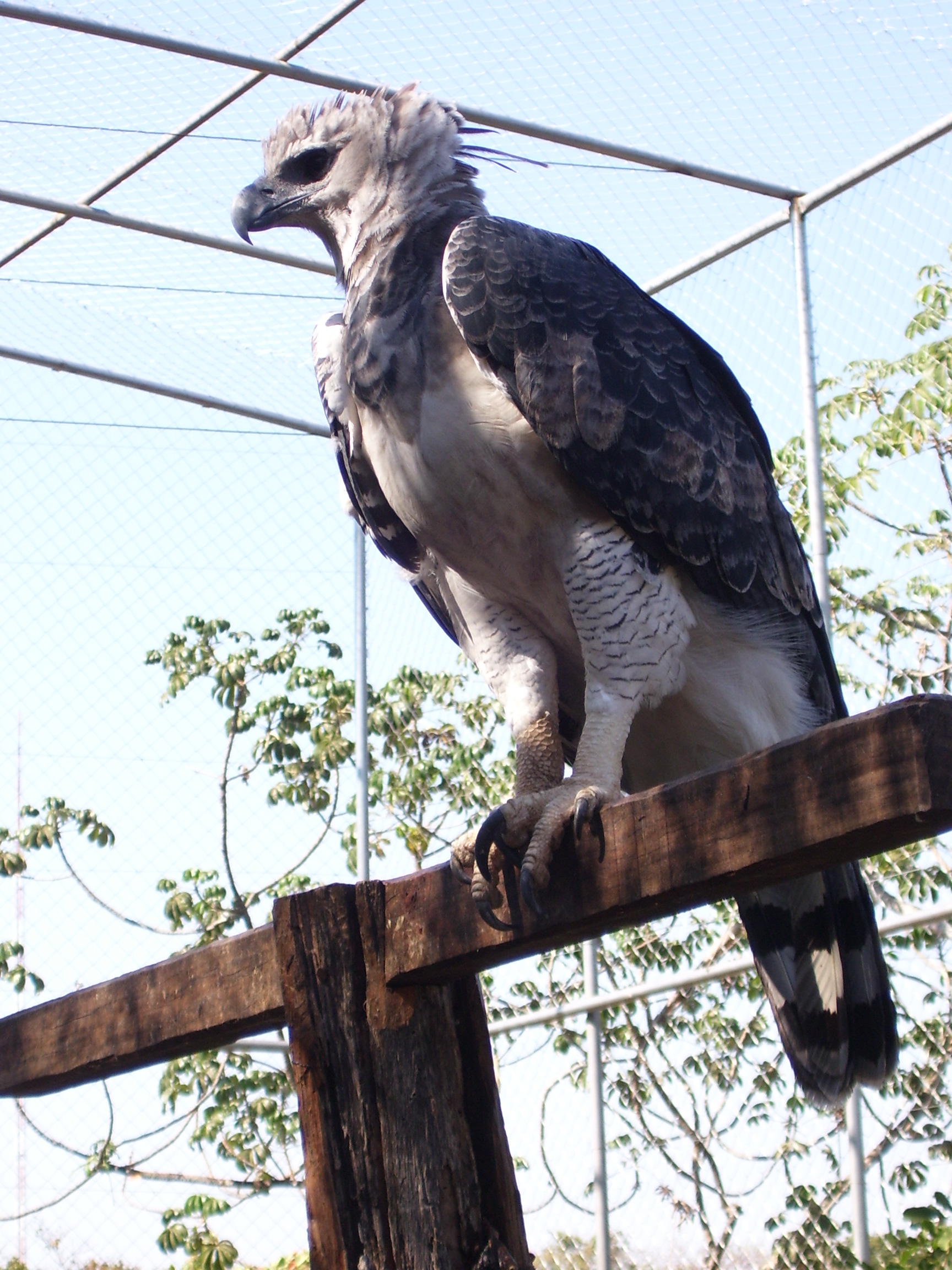
Gavião real, uma das aves encontradas no parque e que estão ameaçadas de extinção.

A origem do nome vem do relevo (geografia) da região onde se encontra um divisor natural das águas das bacias hidrográficas do rio Ucayali (Peru) e rio Juruá (Brasil). Na sua região também se encontram valiosos vestígios fósseis. Foi criado através do decreto Nº 97.839, emitido pela Presidência da República em 16 de junho de 1989.
O rio Moa é uma das principais atrações do parque.[carece de fontes?]

## Geografia
É considerado o local de maior biodiversidade da Amazônia. Várias espécies endêmicas vegetais e animais são encontradas devido, em parte, à sua proximidade com o ecossistema andino, numa região de transição das terras baixas da Amazônia e as montanhas dos Andes. Possui uma área de 843.000 hectares, sendo o quarto maior parque nacional brasileiro. Várias populações indígenas habitam o parque, tanto que já está sendo demarcada a futura reserva indígena rio Moa, além de seringueiros que já residem lá há algumas gerações.[carece de fontes?]

## Acesso
O parque é aberto a visitação pública.[carece de fontes?]

## Ameaças
O parque é uma área que sofreu pouco desmatamento, com apena 2 % de sua área desmatada. Mas em 2020 uma deputada federal, Mara Rocha (PSDB-AC), propôs um projeto de lei para rebaixar a proteção da área para a categoria de área de proteção ambiental.